# Tre sorelle (film 1961)
Tre sorelle (Teen Kanya) è un film del 1961 diretto da Satyajit Ray.